# Haematonectria ipomoeae
Haematonectria ipomoeae är en svampart som först beskrevs av Halst., och fick sitt nu gällande namn av Samuels & Nirenberg 1999. Haematonectria ipomoeae ingår i släktet Haematonectria och familjen Nectriaceae.   Inga underarter finns listade i Catalogue of Life.